# Donald Sarason
Donald Erik Sarason (26 janvier 1933 - 8 avril 2017) est un mathématicien américain qui a travaillé dans les domaines de la théorie des espaces de Hardy et des Fonctions à oscillation moyenne qui s'annulent à l'infini. Il était l'un des directeurs de thèse les plus fertiles du département de mathématiques de l'université de Californie à Berkeley : il y a supervisé 39 Ph. D.

## Carrière
Il obtient un B. S. en physique de l'Université du Michigan en 1955, une maîtrise en physique à l'Université du Michigan en 1957 et un Ph. D. en mathématiques de l'Université du Michigan en 1963. La thèse de doctorat a été dirigée par Paul Halmos.
Post-doctorant à l'Institute for Advanced Study en 1963-1964, il bénéficie d'une bourse postdoctorale de la National Science Foundation. Puis Sarason rejoint l'université de Californie à Berkeley en tant que professeur assistant (1964–1967), professeur associé (1967–1970) et professeur titulaire (1970–2012) jusqu'à sa retraite. 

## Travaux
Sarason a bénéficié d'une bourse Sloan pour 1969–1971. Il est l'auteur de 78 publications mathématiques couvrant les cinquante années de 1963 à 2013 ; seul auteur de 56 publications; coauteur, pour les 22 autres publications avec un total de 25 coauteurs différents. 
L'influence des publications de Sarason sur d'autres mathématiciens se mesure dans des taux de citations inhabituellement élevés : Google Scholar mentionne plus de quatre mille citations dans la littérature mathématique. Sarason était aussi rédacteur actif de résumés pour les Mathematical Reviews / MathSciNet. Il a reçu le prix d'enseignement de la Mathematics Undergraduate Student Association de l'université de Californie à Berkeley en 2003 et 2006. 
Il a siégé dans les comités de rédaction de Proceedings of the American Mathematical Society, Integral Equations and Operator Theory et Journal of Functional Analysis . 
Les travaux de Sarason ont joué un rôle majeur dans le développement moderne de la théorie des fonctions sur le cercle unité dans le plan complexe. Dans Sarason, il a montré que {\displaystyle H^{\infty }+C} est une sous-algèbre fermée de {\displaystyle L^{\infty }}. En 1973, Sarason traite de questions ouvertes concernant les algèbres de fonctions sur le cercle unitaire. Puis, dans un article important de 1975, Sarason introduit l'espace des fonctions à oscillation moyenne qui s'annulent à l'infini. Cet espace, noté VMO, est un sous-espace de l'ensemble des fonctions à oscillation moyenne bornée, noté BMO.

## Publications (sélection)
- Sheldon Axler, Peter Rosenthal et Donald Sarason (éditeurs), A glimpse at Hilbert space operators: Paul R. Halmos in memoriam, Birkhäuser, 2010

- Donald Sarason, Complex Function Theory, American Mathematical Society, 2007, 2e éd., xii+163 (ISBN 978-0-8218-4428-1, zbMATH 1136.30001)

- Donald Sarason, Sub-Hardy Hilbert spaces in the unit disk, John Wiley & Sons, coll. « University of Arkansas Lecture Notes in the Mathematical Sciences » (no 10), 1994, xiv+95 (ISBN 978-0-471-04897-8, zbMATH 1253.30002)[6]

- Donald Sarason, « Functions of Vanishing Mean Oscillation », Trans. American Mathematical Society, vol. 207,‎ 1975, p. 391–405

- Donald Sarason, « Generalized Interpolation in {\displaystyle H^{\infty }} », Trans. American Mathematical Society, vol. 127,‎ 1967, p. 179–203

- Donald Sarason, « Algebras of Functions on the Unit Circle », Bull. American Mathematical Society, vol. 79, no 2,‎ 1973, p. 286–299 (DOI 10.1090/S0002-9904-1973-13144-1, lire en ligne)